# Vintage Books
Vintage Books è una casa editrice statunitense di stampe in edizione economica fondata nel 1954 da Alfred A. Knopf.
La società fu acquistata dalla casa editrice Random House nell'aprile del 1960 diventando una sua divisione. Nel 1990 è stata fondata nel Regno Unito Vintage UK. Dopo che Random House si è fusa con Bantam Doubleday Dell la linea di libri in brossura commerciale di Doubleday "Anchor Books" è stata aggiunta alla stessa divisione di Vintage.
Vintage ha iniziato a pubblicare alcuni libri tascabili nel 2003.